# Claudiu Ionescu
Claudiu Eugen Ionescu (* 24. August 1959 in Constanța) ist ein ehemaliger rumänischer Handballtorwart.
Ionescu begann im Alter von 13 Jahren beim CSȘ Constanța mit dem Handballspielen und wechselte später zu Dinamo Bukarest. Mit dem Club aus der Hauptstadt wurde er 1978 rumänischer Meister und 1982 Pokalsieger. 1983 erreichte Dinamo das Finale des Europapokals der Pokalsieger, das gegen SKA Minsk verloren wurde.
Für die rumänische Nationalmannschaft bestritt Ionescu 30 Länderspiele.  Bei den Olympischen Spielen 1980 in Moskau gewann er die Bronzemedaille. Die rumänische Mannschaft war nach den Gruppenspielen punktgleich mit der Sowjetunion und Jugoslawien gewesen, kam aufgrund des Torverhältnisses aber auf Platz zwei, so dass das Endspiel verpasst wurde. Im Spiel um Platz drei gelang dann ein Sieg gegen Ungarn. 1981 wurde Ionescu mit Rumänien Studentenweltmeister.